# San Michele Arcangelo (Ercole de' Roberti)
San Michele Arcangelo è un dipinto olio su tavola (17,3x13,5 cm) attribuito a Ercole de' Roberti, databile al 1470-1480 circa e conservato nella Pinacoteca Nazionale di Bologna.

## Descrizione e stile
La piccola opera si trovava nella Collezione Santini con altre opere legate alla cultura ferrarese, e fu attribuita a de' Roberti da Roberto Longhi, per essere quasi unanimemente riferita al periodo in cui l'artista lavorava alla Cappella Garganelli. Ortolani ne ipotizza la provenienza dall'Abbazia di Pomposa.
Il santo, che forse faceva parte di un'opera per la devozione privata o di una decorazione accessoria di un'opera di maggiori dimensioni, mostra il santo a mezzo busto, denunciando una riduzione di dimensioni avvenuta in epoca imprecisata. Michele è rappresentato vestito come un soldato romano, con corazza, scudo e elmo, mentre nella mano destra tiene una lancia che forse era originariamente conficcata in un demonio ai suoi piedi. La testa è infatti sapientemente scorciata nell'atto di guardare in basso. Nella sinistra invece tiene una scure e lo scudo legato all'avambraccio.
La vividezza dei colori e l'incisività del disegno sono all'origine della concorde attribuzione al pittore.